# Garoupa-rainha
A garoupa-rainha (Plectropomus maculatus), é uma espécie de garoupa tropical nativa do Pacífico Ocidental. Essa espécie de garoupa tem o costume de nadar sorrateiramente entre rochas e corais dos recifes em busca de presas, como pequenos peixes e invertebrados. Seu padrão vermelho rosado ou alaranjado com pintas azuis pelo corpo, o ajuda a se camuflar no ambiente para ter vantagem de não ser vista por suas presas.
Por mais que seja considerado um peixe de grande porte, é alvo de pescadores artesanais, mas é muito comum da espécie ser capturada para fins de aquarismo, pois os aquaristas acham o padrão vermelho com manchas azuis muito atraente. A espécie não pode ser mantida com peixes de pequeno porte, pois corre o risco de serem predados, entretanto é recomendável ser mantida com outras espécies de garoupas e peixes grandes.
A garoupa-rainha é nativa do Pacífico Ocidental, podendo ser encontrada na costa da Tailândia e Singapura para as Filipinas e o Mar de Arafura, até a Austrália. Erroneamente, a espécie é confundida no Oceano Índico com a garoupa-de-Cargados-Carajos (Plectropomus pessuliferus).